# Дорус де Врийс
Дорус де Врийс (на нидерландски: Dorus de Vries) е холандски футболист, роден на 29 декември 1980 г. в Бевервайк, Холандия. Играе за английския Уулвърхямптън Уондърърс като вратар. Играл е и за националния отбор по футбол на Холандия под-21

## Кариера
До 15-годишна възраст играча играе като централен полузащитник, но после заема сегашната си позиция на вратар.
Започва кариерата си в Телстар. Там той играе 4 години (от 1999 до 2003) като през 2003 г. преминава в по-популярния АДО Ден Хааг. След доста грешки на титулярния вратар Роланд Янсен де Врийс бе избран за първи вратар и изигра 69 мача за клуба. През 2006 г. му бе казано, че контракта му няма да бъде подновен и е свободен да си търси нов клуб.
Лятото на 2006 донася на Дорус нов клуб. Той е шотландския елитен Дънфърмлин Атлетик. Прави дебюта си за отбора при нулевото равенство с Еър Юнайтед в Шотландската Купа на лигата, като спасява дузпа и докарва мача до продължения, в които неговия отбор печели.
На 11 май 2007 г. играча си вкара нелеп автогол при загубата с 1 – 0 от Инвърнес КТ, като с този резултат приключи 7-годишното задържане на отбора в Шотландската Висша лига. Въпреки че треньора на отбора каза, че вратаря няма никаква вина за случилото се конктракта на Дорус не беше подновен и той трябваше да си търси нов отбор.
След като стана свободен агент след края на договора си холандеца реши да подпише двугодишен договор с уелския Суонси Сити. В първия си сезон помогна отбора да спечели титлата в Лига 1. Направи 100-тното си участие за клуба на 24 август 2009 г. срещу Блакпул. През същия този сезон 2009/10 той подобри клубния рекорд на Роджър Фрийстоун като записа 22 поредни мача без допуснат гол. Дорус завърши сезона с 25 чисти мрежи и получи наградата за Вратар на сезона.
На 30 май 2011 г. холандеца помогна на отбора си да се пребори за участие във Висшата лига след на финала на плейофите отбора му елиминира ФК Рединг.
На 22 юни същата година вратаря подписа с Уулвърхямптън Уондърърс като свободен агент. Договора е за три години.